# Сорокино (Талдомский городской округ)
Соро́кино — деревня в Талдомском районе Московской области Российской Федерации, в составе сельского поселения Гуслевское.

## География
Рядом с деревней расположено большое количество садовых товариществ, в том числе «Марьина Роща», «Ростокино», «Мир» и «Лира». До деревни с конца 2014 года идёт асфальтированная дорога от трассы Р112 и ходит автобус до железнодорожной платформы Власово.

## История
В 1781 году деревни еще не было, на её месте была пустошь Красная, принадлежащая Дмитрию Петровичу Масленкову. В 1851 году деревня принадлежит Ведомству государственных имуществ, состоит из 10 дворов и проживает в ней 78 человек. В 1859 году 12 дворов, 87 жителей. К моменту распада Советского Союза в деревне оставалось всего 2 жилых дома, которые к настоящему времени не сохранились. На 2004 год зарегистрированных жителей нет, административно к деревне относится 10 жилых домов новой постройки и 2 магазина.
Столярное ремесло
Талдомские и кимрские кустари шили много обуви на продажу и крайне нуждались в ящиках для отправки своего товара. Спрос порождал предложение. Нужда края в деревянной таре была причиной возникновения столярного центра. Им и стала Зайцевская волость, поэтому основным занятием жителей деревни (входившей тогда в Зайцевскую волость) стало столярное ремесло. Но в связи с большим удалением от основных центров торговли и плохим состоянием дорог в первые годы Советской власти столярный промысел начал вытесняться обувным. Кустарь Иван Шумов из деревни Сорокино свидетельствовал, что выгоднее отнести на себе и продать на рынке 20-40 пар обуви, чем нанимать подводу для завоза на рынок двадцати ящиков или пяти-шести комодов. Сегодня, несмотря на то, что состояние дорог в крае несравнимо с прежним, многие из вышеперечисленных ремесел забыты.
Льноводство
Основательница Историко-Литературного музея в Талдоме Евгения Сосенкова в 1927 году провела свою этнографическую экспедицию по региону и оставила воспоминания о выращивании и обработке льна в талдомской деревне Сорокино. Тогда в каждом крестьянском хозяйстве обязательно его выращивали. В деревнях ежегодно женщины садились за прялку и за ткацкий стан. Продавали льняную ткань лишь в случае крайней нужды, в хозяйстве из него изготавливали одежду, которую передавали по наследству. В 2011 году в музее была проведена выставка, в центре экспозиции которой был основа основ льняного промысла — ткацкий стан, привезённый в музей из деревни Сорокино. Была представлена также одежда из льна — русские сарафаны, рубахи, сорочки, передники, традиционные женские головные уборы «сорока».

## Население
| 1859 | 1888 | 1926 | 2002 | 2006 | 2010 |
| ---- | ---- | ---- | ---- | ---- | ---- |
| 82   | ↗98  | ↘81  | ↘0   | →0   | →0   |

## Достопримечательность
В деревне имелся дом на несколько семей, образчик талдомского искусства резьбы по дереву и деревянного зодчества в целом. Наличники на окнах дома являлись воплощением «первого» талдомского канона и являлись самыми сложными среди всех аналогов в других деревнях Талдомского района. Примерно в 2011 году постройка разрушилась, и в настоящее время владелец участка полностью удалил все напоминания об этом доме, не оставив даже фундамента.